# Interstellar Overdrive
Pistes de The Piper at the Gates of Dawn
Take Up Thy Stethoscope and Walk The Gnome
Interstellar Overdrive est un morceau instrumental du groupe de rock psychédélique britannique Pink Floyd, qui apparaît en 1967 sur l'album The Piper at the Gates of Dawn. Avec ses 9 minutes 41, elle est le cinquième instrumental le plus long du groupe. La chanson est également la bande-annonce du film Tonite Let's All Make Love in London, qui est sorti la même année que l'album. Plusieurs versions de cette chanson sont présentes sur des albums pirates. Cette chanson est particulière : elle est improvisée et instrumentale, ce qui était une première pour un groupe rock.
On retrouve cette pièce notamment  dans la bande sonore du film de Marvel Doctor Strange sorti en 2016.

## Composition
La guitare fait l'ouverture de la chanson jusqu'à ce que le groupe joue le riff. Ce riff n'est qu'une improvisation. La chanson change souvent de tempo. Ce riff fut créé quand Peter Jenner, l'ancien manager de Pink Floyd essaya de fredonner une chanson dont il ne pouvait pas se rappeler le nom (généralement identifiée comme la cover de My Little Red Book de Love). Syd Barrett a suivi le fredonnement de Jenner avec sa guitare et l'a utilisé comme base pour la mélodie principale d’Interstellar Overdrive.

## Les différentes versions
La version studio tirée de The Piper at the Gates of Dawn est celle que connaissent la plupart des auditeurs mais, cependant, d'autres versions studio et live existent. La version d’Interstellar Overdrive sur l'album a été enregistrée le 16 mars 1967, mais la première version enregistrée date de février 1967 et fut produite par Joe Boyd à l'occasion du film Tonite Let's All Make Love in London. Cette interprétation dure 16 minutes avec une approche plus cinétique. Il y a aussi quelques enregistrements pirates, avec et sans Barrett dans le groupe, qui montrent qu'ils improvisaient souvent et que chaque exécution était différente. La version d'une émission de télévision de la BBC, par exemple, est probablement supérieure à la version studio et présente une nouvelle section dans laquelle la mélodie du clavier électrique monte et dont les guitares sont « pickées » pour un effet presque démoniaque. Dans les versions de 1969 et 1970, David Gilmour jouait avec un bottleneck à la fin du morceau, dans un tempo plus lent que celui de Syd Barrett. Une version d’Interstellar Overdrive a été enregistrée pendant l'album live d’Ummagumma mais n'y figure pas.
Interstellar Overdrive a été repris par de nombreux groupes dont Hawkwind, Camper Van Beethoven, Melvins, Pearl Jam, Teenage Fanclub et The Mars Volta.

## Personnel
- Syd Barrett - guitares
- Roger Waters - guitare basse
- Richard Wright - orgue, piano
- Nick Mason - batterie

## Liens
- Sources
- Site officiel de Pink Floyd
- Site officiel de Roger Waters
- Site officiel de David Gilmour